# Comuna de Borek Wielkopolski
Borek Wielkopolski (polaco: Gmina Borek Wielkopolski) é uma gminy (comuna) na Polónia, na voivodia de Grande Polónia e no condado de Gostyński. A sede do condado é a cidade de Borek Wielkopolski.
De acordo com os censos de 2004, a comuna tem 7730 habitantes, com uma densidade 60,6 hab/km².

## Área
Estende-se por uma área de 127,58 km², incluindo:
- área agrícola: 77%
- área florestal: 15%

## Demografia
Dados de 30 de Junho 2004:
|                      | Total   | Total | Mulheres | Mulheres | Homens  | Homens |
| -------------------- | ------- | ----- | -------- | -------- | ------- | ------ |
|                      | pessoas | %     | pessoas  | %        | pessoas | %      |
| População            | 7730    | 100   | 3885     | 50,3     | 3845    | 49,7   |
| Densidade (pop./km²) | 60,6    | 100   | 30,5     | 30,5     | 30,1    | 30,1   |

De acordo com dados de 2002, o rendimento médio per capita ascendia a 1469,36 zł.

## Comunas vizinhas
- Dolsk, Jaraczewo, Koźmin Wielkopolski, Piaski, Pogorzela